# Policía Auxiliar Estonia
La Policía Auxiliar Estonia fue una unidad de la policía colaboracionista de Estonia durante la Segunda Guerra Mundial. 

## Formación
Las unidades estonias se establecieron por primera vez el 25 de agosto de 1941, cuando bajo la orden del mariscal de campo Wilhelm Ritter von Leeb, comandante del Grupo de Ejércitos Norte, los ciudadanos bálticos pudieron ser reclutados para el servicio en la Wehrmacht y agrupados en batallones voluntarios para tareas de seguridad. En este contexto, el general Georg von Küchler, comandante del 18º ejército (Alemania), formó seis unidades estonias de guardia voluntarias llamadas Estnische Sicherungsgruppe o Eesti julgestusgrupp, numeradas de la 181 a la 186. Fueron creadas sobre la base de los escuadrones de Omakaitse (con sus miembros contratados por uno año).
Después de septiembre de 1941, el OKW (Alto Mando de la Wehrmacht, en alemán Oberkommando der Wehrmacht) comenzó a establecer los Batallones de Policía Auxiliar Estonios (Schuma) además de las unidades antes mencionadas para tareas de seguridad en la retaguardia del Grupo de Ejércitos Norte. Durante la guerra, se formaron 26 batallones Schuma en Estonia, numerados del 29 ° al 45 °, 50 ° y del 286 ° al 293 °. A diferencia de las unidades similares desplegadas el Reichskommissariat Ukraine y la Rusia Blanca controladas por los alemanes, los batallones de la policía de Estonia estaban formados por personal nacional e incluían solo un oficial de control alemán. Además, como señal de especial confianza, se introdujo el sistema de graduación de la Wehrmacht en los Batallones de la Policía de Estonia. A partir del 1 de octubre de 1942, las fuerzas de policía estonias comprendían 10,400 hombres, con 591 alemanes unidos a ellos.

## Historial de operaciones
Los batallones de la policía se dedicaron principalmente a las zonas de retaguardia del Grupo de Ejércitos Norte de la Wehrmacht.
Los batallones 37.º y 40.º lucharon contra los partisanos en el Óblast de Pskov, al igual que el 38.º batallón en la región de Luga-Pskov-Gdov. El 288.º batallón estaba ocupado en la supresión de la República Partisana de Ronson. Los batallones de policía 29, 31 y 32 lucharon en la batalla de Narva. El 29 de agosto de 1944, los Batallones de Policía 37 y 38 participaron en la lucha contra los soviéticos en la batalla de Tartu. Como su operación más grande, apoyada por el 3.er Batallón Estonio del Regimiento de Granaderos Waffen 45, destruyeron la cabeza de puente de Kärevere frente dos divisiones soviéticas al oeste de Tartu y recapturaron el puente de la autopista de Tallin sobre el Emajõgi antes del 30 de agosto. La operación cambió la situación en el frente a la orilla sur del Emajõgi. Esto animó al II Cuerpo de Ejército a lanzar una operación que intentó recuperar Tartu el 4 de septiembre.

## Batallones de la Policía
- 29. Batallón de Fusileros de la Policía Estonia - Estnische Polizei-Füsilier-Bataillon 29
- 30. Batallón de Fusileros de la Policía Estonia - Estnische Polizei-Füsilier-Bataillon 30
- 31. Batallón de Fusileros de la Policía Estonia - Estnische Polizei-Füsilier-Bataillon 31
- 32. Batallón de Fusileros de la Policía Estonia - Estnische Polizei-Füsilier-Bataillon 32
- 33. Batallón de Fusileros de la Policía Estonia - Estnische Polizei-Füsilier-Bataillon 33
- 34. Batallón Estonio de Policía del Frente - Estnische Polizei-Front-Bataillon 34
- 35. Batallón de Reserva de la Policía - Polizei-Ersatz-Bataillon 35
- 36. Equipo de Protección del Frente - Schutzmannschaft-Front-Bataillon nr. 36
- 37. Batallón de la Policía de Estonia - Estnische Polizei-Bataillon 37
- 38. Batallón de la Policía de Estonia - Estnische Polizei-Bataillon 38
- 39. Batallón de Protección - Schutzmannschaft-Wacht-Bataillon nr. 39
- 40. Batallón de la Policía de Estonia - Estnische Polizei-Füsilier-Bataillon 40
- 41. Batallón de Reserva de Defensa - 41. Kaitse Tagavarapataljon
- 42. Batallón de Pioneros Auxiliar - Schutzmannschaft-Pionier-Bataillon 42
- 286. Batallón militar de policía - Polizei-Füsilier-Bataillon 286
- 287. Batallón Policial - Polizei-Wacht-Bataillon 287
- 288. Batallón militar de policía - Polizei-Füsilier-Bataillon 288
- 289. Batallón militar de policía - Polizei-Füsilier-Bataillon 289
- 290. Batallón militar de policía - Polizei-Füsilier-Bataillon 290
- 291. Batallón militar de policía - Polizei-Füsilier-Bataillon 291
- 292. Batallón militar de policía - Polizei-Füsilier-Bataillon 292
- 293. Batallón militar de policía - Polizei-Füsilier-Bataillon 293
- 521. Batallón de Fusileros de la Policía de Estonia - Estnische Polizei-Füsilier-Bataillon 521